# ドホーク県

ドホーク県

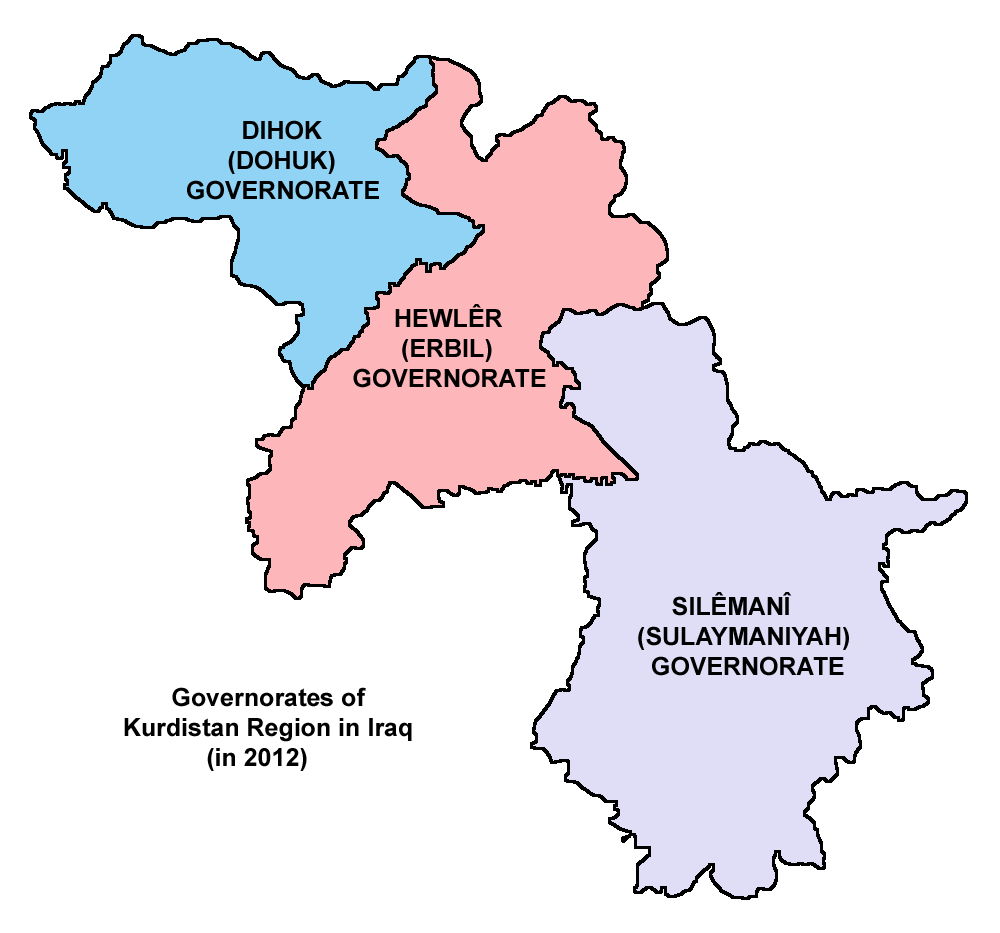

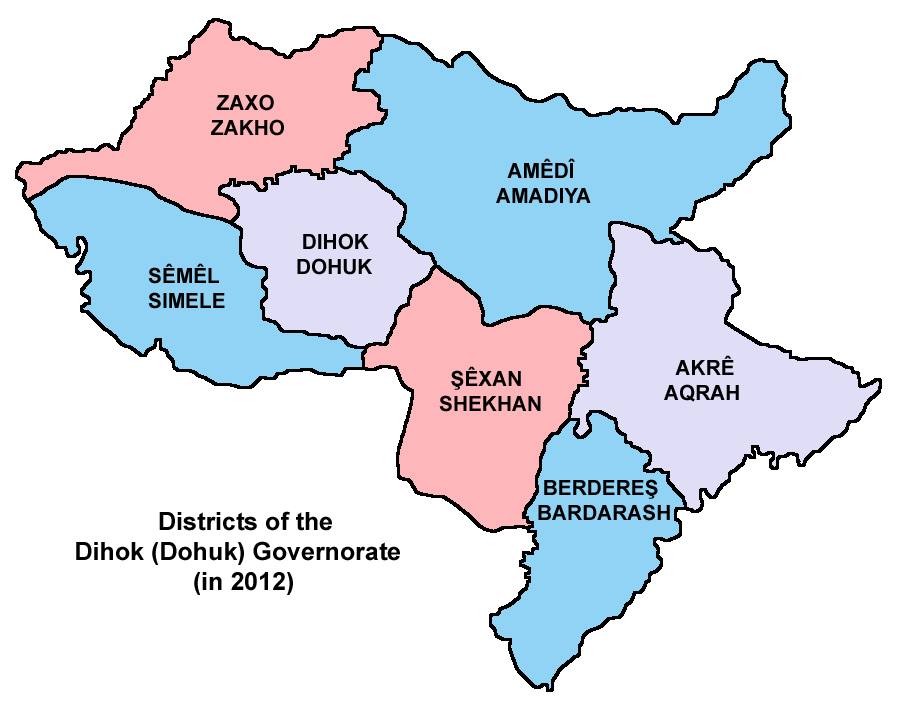

ドホーク県（ドホークけん、アラビア語: محافظة دهوك Muḥāfaẓat Dahūk、クルド語: Parêzgeha Dihokê / پارێزگای دھۆک）は、イラク最北端の県。県都はドホーク。

## 地理
北にトルコとの国境を持つ。隣接している県は、南にニーナワー県、東にアルビール県がある。チグリス川と接した山岳地帯に囲まれている。

## 歴史
イラク戦争後、ドホーク県はイラク新政府のクルド人自治区に帰属することになった。

## 住民
多くのクルド人が生活している。人口は、約 129.3万人となっている。（2021年9月時点）